# Art Garfunkel
Arthur Ira Garfunkel, (Forest Hills, Queens, New York, 5. studenog 1941.), američki pjevač i glumac. 
Poznat je iz dueta Simon & Garfunkel u kojem je zajedno s Paulom Simonom djelovao u vremenu 1964. – 1970., 1981. – 1983., 1991. i 2003. – 2004. godine. Suradnja s Paulom Simonom datira još iz 1957. godine iz dueta pod nazivom Tom & Jerry, između ostalog s pjesmom Hey, Schoolgirl. 
Od 1970. godine nastupa uglavnom kao solo glazbenik.
Izdao je dva singla pod pseudonimom Artie Garr 1961. godine; Private World/Forgive Me i Beat Love/Dream Alone, no bez većeg komercijalnog uspjeha.
Najpoznatiji hitovi u Europi kao solo izvođača bile su pjesme I Only Have Eyes For You iz 1975. i Bright Eyes iz 1979., koje su zasjele na prvo mjesto engleske top liste  (Bright Eyes šest tjedana). Ova pjesma se mogla čuti u animiranom filmu Watership Down, koji je snimljen po istoimenoj knjizi Richarda Adamsa. U SAD-u je singl All I Know iz 1973. bio najbolje plasiran.
1989. objavljuje knjigu poezije pod nazivom Still Water.

## Diskografija
- 1973. – Angel Clare
- 1974. – Second Avenue (singl)
- 1975. – Breakaway
- 1977. – Watermark
- 1979. – Fate for Breakfast
- 1981. – Scissors Cut
- 1984. – The Art Garfunkel Album (kompilacija)
- 1986. – The Animals Christma (zajedno s Amy Grant)
- 1988. – Lefty
- 1989. – Garfunkel (kompilacija)
- 1993. – Up 'Til Now
- 1996. – Across America (live)
- 1997. – Songs from a Parent to a Child
- 1998. – Simply the Best (kompilacija)
- 2002. – Everything Waits to Be Noticed
- 2007. – Some Enchanted Evening

## Filmografija
- 1970. – Kvaka 22
- 1971. – Carnal Knowledge
- 1980. – Bad Timing
- 1986. – Good to Go
- 1990. – Mother Goose Rock 'n' Rhyme (TV)
- 1993. – Boxing Helena
- 1998. – 54
- 2002. – American Dreams (TV serija)
- 2009. –  The Rebound
- 2009. –  Flight of the Conchords (TV serija)

## Vanjske poveznice
- Službena stranica
- Art Garfunkel na Allmusic.com
- Art Garfunkel MySpace
- 30 minutni intervju s Garfunkelom iz 1989.
- Radio intervju iz 2007.[neaktivna poveznica]
- Art Garfunkel u internetskoj bazi filmova IMDb-u (engl.)